# Kabupaten de Bantaeng

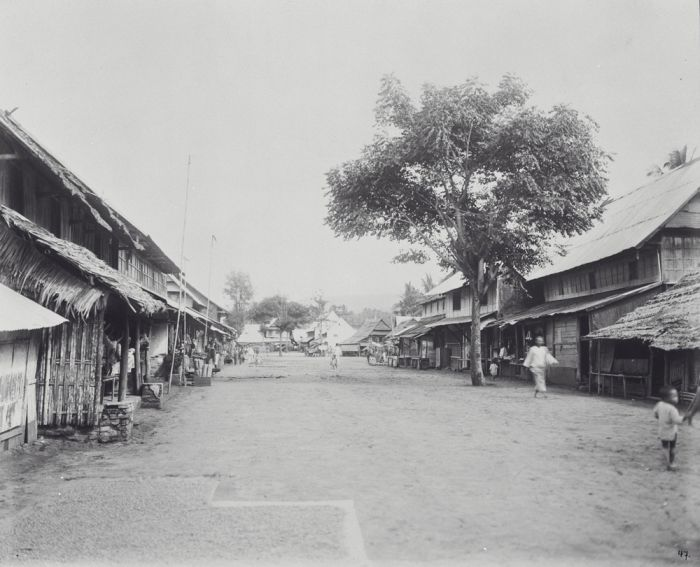
Bantaeng en 1900

Le kabupaten de Bantaeng, en indonésien Kabupaten Bantaeng, est un kabupaten de la province indonésienne de Sulawesi du Sud dans l'île de Célèbes. Son chef-lieu est Bantaeng.